# Leonard Hofstadter
Leonard Leakey Hofstadter är en rollfigur i sitcom-serien The Big Bang Theory, spelad av Johnny Galecki.
Leonard Hofstadter är uppväxt i New Jersey, ubildad vid Princeton University, doktor i experimentell fysik och arbetar på California Institute of Technology. Han bor i en lägenhet i Pasadena i Kalifornien tillsammans med sin bästa vän och kollega Sheldon Cooper, mittemot servitrisen Penny. Han umgås med sina kollegor Howard Wolowitz och Rajesh Koothrappali.